# Alessandria della Rocca
Alessandria della Rocca est une commune de la province d'Agrigente en Sicile (Italie).

## Toponymie
Lisciànnira di la Rocca en sicilien.

## Administration
| Période                                  | Période  | Identité         | Étiquette       | Qualité |
| ---------------------------------------- | -------- | ---------------- | --------------- | ------- |
| 27 mai 2003                              | En cours | Giuseppe Vaccaro | Centro-Sinistra |         |
| Les données manquantes sont à compléter. |          |                  |                 |         |

### Communes limitrophes
Bivona, Cianciana, San Biagio Platani, Sant'Angelo Muxaro, Santo Stefano Quisquina